# Ramesuan (Hoàng tử Ayutthaya)
Hoàng tử Ramesuan (tiếng Thái: ราเมศวร; tiếng Miến Điện: ဗြရာမသွန် chết. Tháng 11 năm 1564) là một hoàng tử Xiêm và là chỉ huy quân đội trong thời kỳ Ayutthaya vào thế kỷ 16. Ông là con trai của Hoàng tử Thianracha (sau này là Vua Maha Chakkraphat) và Suriyothai, do đó ông đã là một thành viên của triều đại Triết Phả. Ông là con đầu tiên trong số năm người con: em trai của ông Mahin (sau này là Vua Mithrithirat) và ba chị em Sawatdirat (người đã kết hôn với Maha Thammaracha của Phitsanulok), Boromdilok và Thepkassatri. Sau cuộc nội chiến thứ hai của Ayutthaya năm 1563, ông và cha của ông đã được gửi đến Pegu vào tháng 3 năm 1564. Sau đó ông trở thành chỉ huy quân đội Hoàng gia Miến Điện và qua đời vào tháng 11 năm 1564 trong một chiến dịch quân sự cho Lan Na.

## Cuộc chiến đầu tiên
Năm 1548, cha ông lên ngôi làm vua Ayutthaya, ông lập tức trở thành người thừa kế và Uparaja của Xiêm. Trong cuộc vây hãm lần đầu tiên của Ayutthaya với Hoàng đế Toungoo, Hoàng tử Ramesuan cùng với Vua, Hoàng hậu, Hoàng tử Mahin và Công chúa Boromdhilok đã bỏ các bức tường của thành phố trên voi chiến của họ để lôi kéo các lực lượng Miến Điện dưới sự chỉ huy của Vua Tabinshwehti của Pegu trong trận chiến. Trong cuộc chiến với Thado Dhamma Yaza, vị Phó Tôn của cả mẹ và chị của ông đã mất mạng. Nó đã được ghi lại trong lịch sử Xiêm La rằng đó là Hoàng tử Ramesuan đã trở lại cơ thể vô hồn của mẹ mình để thủ đô. Sau khi một cuộc bao vây thành phố thủ đô thất bại, Tabinshwehti và các lực lượng của ông quyết định rút lui về phía bắc gần Mae Sot.:18–20
Hoàng tử Ramesuan và Maha Thammaracha đã được lệnh phải theo đuổi lực lượng rút lui, làm tốn rất nhiều cuộc sống của người Miến Điện. Chẳng bao lâu người Miến Điện đã quyết định đứng lên và phục kích các lực lượng Xiêm gần Kamphaeng Phet, chia đôi lực lượng của họ ở hai bên đường và kích động lực lượng Hoàng tử Ramesuan. Kết quả là Hoàng tử Ramesuan và Maha Thammaracha bị bắt bởi người Miến Điện. Điều này thúc đẩy Maha Chakkraphat đàm phán hòa bình với Tabinshwehti, dẫn đến việc chuyển hai con voi chiến lớn và ngừng bắn. Hoàng tử Ramesuan và Thammaracha đã được thả ra và người Miến Điện được phép rút lui không bị bắt. Sau chiến tranh, Hoàng tử là một phần của đảng bên trong tòa án Hoàng gia ủng hộ phá dỡ các bức tường của các thành phố Suphanburi, Lopburi và Nakhon Nayok, điều này được thực hiện như là một cách để tước đoạt một cuộc xâm lăng của Miến Điện trong tương lai với một thành trì vững chắc, Chỉ cần một ngày diễu hành từ thủ đô.

## Thứ hai chiến tranh
Maha Chakkraphat sau cuộc chiến tranh năm 1548, đã dẫn đầu một cuộc săn lùng lớn các con voi hoang dã (để sử dụng trong các xung đột trong tương lai), dẫn tới việc khám phá ra con voi bảy người. Một biểu tượng của uy tín và danh dự, khám phá của họ đã được vương quốc khen thưởng, như một dấu hiệu của sự công bình và quyền của vua. Năm 1563, Bayinnaung (người kế nhiệm Tabinshwehti năm 1551) khi nghe tin này đã quyết định sử dụng con voi làm tiền đề cho một cuộc xâm lăng, bằng cách yêu cầu hai con voi trắng của Maha Chakkraphat. "Cuộc chiến tranh" do Hoàng thân Ramesuan dẫn dắt nhà vua không thực hiện yêu cầu và đối mặt với một cuộc xâm lăng nào đó.:27–31
Theo lời khuyên của người thừa kế của mình, Maha Chakkarphat từ chối và chẳng bao lâu Bayinnaung xâm chiếm Xiêm. Các thị trấn của Sawankhalok, Sukhothai và Phichai rơi xuống các lực lượng xâm lược. Sau nhiều tháng lưu vong, thành phố Phitsanulok đầu hàng quân đội Miến Điện, anh rể của Hoàng tử Ramesuan, Maha Thammaracha đã quyết định thề trung thành với Bayinnaung.:33–37
Thành phố Ayutthaya đã có thể chịu được cuộc bao vây bởi các lực lượng Miến Điện trong nhiều tháng. Tuy nhiên, với sự giúp đỡ của những người lính đánh thuê Bồ Đào Nha, Bayinnaung đã liên tục bắn phá thành phố bằng súng đại bác và đạn pháo. Những cư dân của thành phố lo sợ tiếng ồn và cạn kiệt bởi chiến tranh, kiến nghị nhà vua đầu hàng kẻ thù và chấm dứt nỗi đau của họ. Đến thời hoàng kim Ramesuan và cuộc chiến tranh đã mất tất cả lòng tin trong hội đồng chiến tranh, không có sự lựa chọn nào khác mà nhà vua buộc phải.:34,37–39
Như vậy Xiêm đã trở thành một chư hầu của Miến Điện vào ngày 18 tháng 2 năm 1564. Với sự trình bày này, Bayinnaung đã có thể tạo ra đế chế lớn nhất trong lịch sử Đông Nam Á.

## Đời sau
Là một phần của việc giải quyết hoà bình, hoàng tử cùng với cha ông là vua bị sa ngã và hàng ngàn người đã bị đưa tới Pegu ở Miến Điện ngày 28 tháng 3 năm 1564, đến nơi vào ngày 15 tháng 5 năm 1564. Vợ ông và gia đình gần đây cũng đến. Gia đình hoàng gia Xiêm được cho là phù hợp với địa vị cũ của họ ở Pegu. Tháng 10 năm 1564, hoàng thân, người có sức khoẻ kém, đồng ý đi Lan Na cùng với quân đội chính của Miến Điện để dẹp bỏ cuộc nổi dậy đang diễn ra của vua Mekuti của Lan Na. Hoàng tử ốm yếu đã chết trên đường đến Lan Na vào tháng 11 năm 1564.